# Jody February
Jody Jason February (Cidade do Cabo, 12 de maio de 1996) é um futebolista sul-africano que atua como goleiro. Atualmente defende o Mamelodi Sundowns.

## Carreira
Jody February fez parte do elenco da Seleção Sul-Africana de Futebol nas Olimpíadas de 2016.